# Segundo Navarrete
Pour les articles homonymes, voir Navarrete (homonymie).
Navarrete  Navarrete est un nom espagnol. Le premier nom de famille, en général paternel, est Navarrete ; le second, en général maternel, souvent omis, est Navarrete.
Segundo Mesías Navarrete Navarrete, né le 21 mai 1985, est un coureur cycliste équatorien, membre de l'équipe Saitel.

## Biographie
Segundo Navarrete est issu d'une famille de paysan, originaire de San Gabriel (en), dans la province de Carchi. Il rejoint dans la capitale équatorienne, son frère qui y travaille comme chauffeur de minibus. Segundo devient ainsi contrôleur. Son frère, ancien cycliste amateur, le dirige vers une fondation catholique pour qu'il pratique ce sport. Après quelques tests, le père supérieur est convaincu et lui offre une bicyclette à deux mille dollars, trois mois après. Sa vie change radicalement et il abandonne le minibus. Avant il rêvait de posséder une maison avec deux vaches et un cheval, comme ses parents, là, bercé par ses succès, il rêve de compétitions en Europe. Pas encore majeur, il vivait grâce au soutien de la fondation et de sa famille, malgré, deux beaux succès cette année-là. Il devient champion panaméricain junior 2003 de la course à l’américaine, avec Byron Guamá et trois mois plus tard, il remporte de haute lutte la III Vuelta Nacional Prejuvenil de Ciclismo, face au même Guamá, brouillant quelque peu leurs rapports. À dix-huit ans, s'il n'obtenait pas d'aide pour poursuivre dans le cyclisme, une fois achevé le collège, il se voyait entamer des études pour devenir professeur d'éducation physique. Cependant il poursuit le cyclisme et les années suivantes, toujours, avec Guamá, il représente son pays dans la course à l’américaine et en poursuite par équipes aux Jeux sud-américains de 2006 et aux Jeux panaméricains de 2007.
Début décembre 2013, Segundo Navarrete signe pour son club RPM qui devient la première équipe continentale équatorienne, l'équipe cycliste Ecuador. Triple vainqueur de son championnat national du contre-la-montre, c'est un coureur complet. Il monte régulièrement sur les podiums des courses à étapes comme en 2009 et 2012 au Tour de l'Équateur, ou en 2011 au Tour de Bolivie. Aux championnats panaméricains 2013, il termine quatrième du contre-la-montre et médaillé de bronze de la course en ligne.
En octobre 2022, sur ses routes d'entraînement, il se fait percuter par un semi-remorque. Dans la violence du choc, il est relevé avec de multiples fractures aux côtes et perd un rein. Avec cette ablation, Segundo ne peut envisager poursuivre sa  carrière d'athlète de haut niveau.

## Palmarès sur route
| - 2006 - 7e et 11e étapes du Tour de l'Équateur - 2007 - Champion d'Équateur du contre-la-montre - 6e étape du Tour de l'Équateur - 2009 - Champion d'Équateur du contre-la-montre - 2e du Tour de l'Équateur - 2010 - Champion d'Équateur du contre-la-montre - 7ea étape du Tour de Bolivie - 2011 - 10ea étape du Tour de Bolivie (contre-la-montre) - 2e du championnat d'Équateur du contre-la-montre - 2e du Tour de Bolivie - 2012 - 6e étape de la Vuelta a la Independencia Nacional - Prologue, 3e (contre-la-montre par équipes) et 9e étapes du Tour de l'Équateur - 3e du Tour de l'Équateur | - 2013 - 7e étape du Tour du Guatemala - Médaille de bronze de la course en ligne des championnats panaméricains - 2014 - 2e du championnat d'Équateur sur route - 3e du championnat d'Équateur du contre-la-montre - 2015 - 2e du championnat d'Équateur du contre-la-montre - 2016 - Champion d'Équateur du contre-la-montre - 2019 - 3e étape du Tour de l'Équateur - 2e du championnat d'Équateur du contre-la-montre - 2e du Tour de l'Équateur - Médaillé de bronze du championnat panaméricain sur route - 2021 - 2e du championnat d'Équateur du contre-la-montre |

## Classements mondiaux
| Année            | 2007 | 2008 | 2009 | 2010 | 2011 | 2012 | 2013 | 2014 | 2015 |
| ---------------- | ---- | ---- | ---- | ---- | ---- | ---- | ---- | ---- | ---- |
| UCI America Tour | 254e | 146e | 80e  | 60e  | 213e | 43e  | 34e  | 36e  | 66e  |

## Résultats sur les championnats

### Championnats du monde professionnels
| - Fauquemont 2012 : 51e au classement final. - Florence 2013 : 71e au classement final. - Ponferrada 2014 : 61e au classement final. | - Vérone 2004 : abandon. - Ponferrada 2014 : abandon. |

### Championnats panaméricains
- Tinaquillo 2004
  - 6e du contre-la-montre Espoir[20].
  - 8e de la course en ligne Espoir[20].
- Mar del Plata 2005
  - 11e du contre-la-montre Espoir[21].
- São Paulo 2006
  - 5e du contre-la-montre Espoir[22].
  - 13e de la course en ligne Espoir[23].
- Valencia 2007
  - 5e de la poursuite par équipes[24].
  - 19e du contre-la-montre[25].
  - 37e de la course en ligne[26].
- Tlaxcala 2009
  - Abandon lors de la course en ligne[27].
- Aguascalientes 2010
  - 40e de la course en ligne[28].
- Medellín 2011
  - 23e de la course en ligne[29].
- Mar del Plata 2012
  - 31e de la course en ligne[30].
- Zacatecas 2013
  -  Médaille de bronze de la course en ligne[31].
  - 4e du contre-la-montre[32].
- Puebla 2014
  - 5e du contre-la-montre[33].
  - 6e de la course en ligne[34].
- Puebla 2015
  - 7e du contre-la-montre[35].
  - 7e de la course en ligne[36].
- Táchira 2016
  - 13e du contre-la-montre[37].
  - 29e de la course en ligne[38].
- Saint-Domingue 2017
  - 19e du contre-la-montre[39].
  - 26e de la course en ligne[40].
- Pachuca 2019
  -  Médaille de bronze de la course en ligne[41].
  - 11e du contre-la-montre[42].
- Saint-Domingue 2021
  - 15e du contre-la-montre[43].
  - 61e de la course en ligne[44].